# Mikrotasking
Mikrotasking ist eine Form des Crowdsourcings, dabei werden beim Mikrotasking Kleinstaufgaben an eine Masse von Internetnutzern zur Bearbeitung gegeben. Oftmals entstehen diese Aufgaben durch die Zerlegung eines Großauftrages in kleine Aufgaben, sog. Mikrotasks.

## Der Prozess
Der Vorteil von Mikrotasking ist die Geschwindigkeit mit der große Projekte umgesetzt werden können. Die Projekte werden in einzelne, in sich stimmige, kleine Aufgaben zerteilt, die sog. Mikrotasks. Die Mikrotasks werden der Crowd zur Bearbeitung angeboten und von mehreren Personen aus der Crowd, den sog. Clickworkern, gleichzeitig / parallel bearbeitet. Die erledigten Tasks werden auf ihre Qualität geprüft und wieder zu einem Projekt zusammengefügt. Durch diesen Prozessablauf können Großprojekte in Rekordtempo umgesetzt werden.
Mit der Umsetzung von Großprojekten mittels Mikrotasking beauftragen Firmen häufig professionelle Crowdsourcing-Serviceanbieter. Diese übernehmen zumeist den kompletten Prozessablauf, setzen das Projekt auf ihrer Online-Plattform auf, sichern die Qualität und zahlen das Honorar an die Clickworker aus.

## Typische Mikrotasks
Um ein Großprojekt erfolgreich mittels Mikrotasking umzusetzen, ist es notwendig, dass das Projekt in sinnvolle und in sich abgeschlossene Mikrotasks zerteilt werden kann. Ein Buch zum Beispiel, könnte nicht mittels Mikrotasking übersetzt werden. Würde man die Übersetzung jeder Seite als ein Mikrotask der Crowd zur Übersetzung anbieten und die Übersetzungen dann wieder zu einem Buch zusammenfassen, wäre es nicht mehr flüssig lesbar und ein Mix aus unterschiedlichen Schreibstilen.
Typische Mikrotasks hingegen sind:
- Texterstellung wie: Produktbeschreibungen für Webshops und Kataloge, Glossartexte, Hotelbeschreibungen, Destinationsbeschreibungen, News, SEO-Texte für Websites, Verkaufs- und Werbetexte
- Übersetzungen von kurzen Produktbeschreibungen für Kataloge und E-Commerce-Shops
- Web-Recherchen wie: Recherche von Adressdaten, Öffnungszeiten, Produktinformationen, Preisen, Herstellerinformationen …
- Kategorisierung und Tagging wie: Kategorisierung und Verschlagwortung von Videos, Bildern, Webshop-Artikeln …
- Testen und Bewerten von Webseiten, Produkten, Software …
- Transkriptionen
- Digitalisierung von handschriftlichen Dokumenten[2]